# Distrito de Caujul

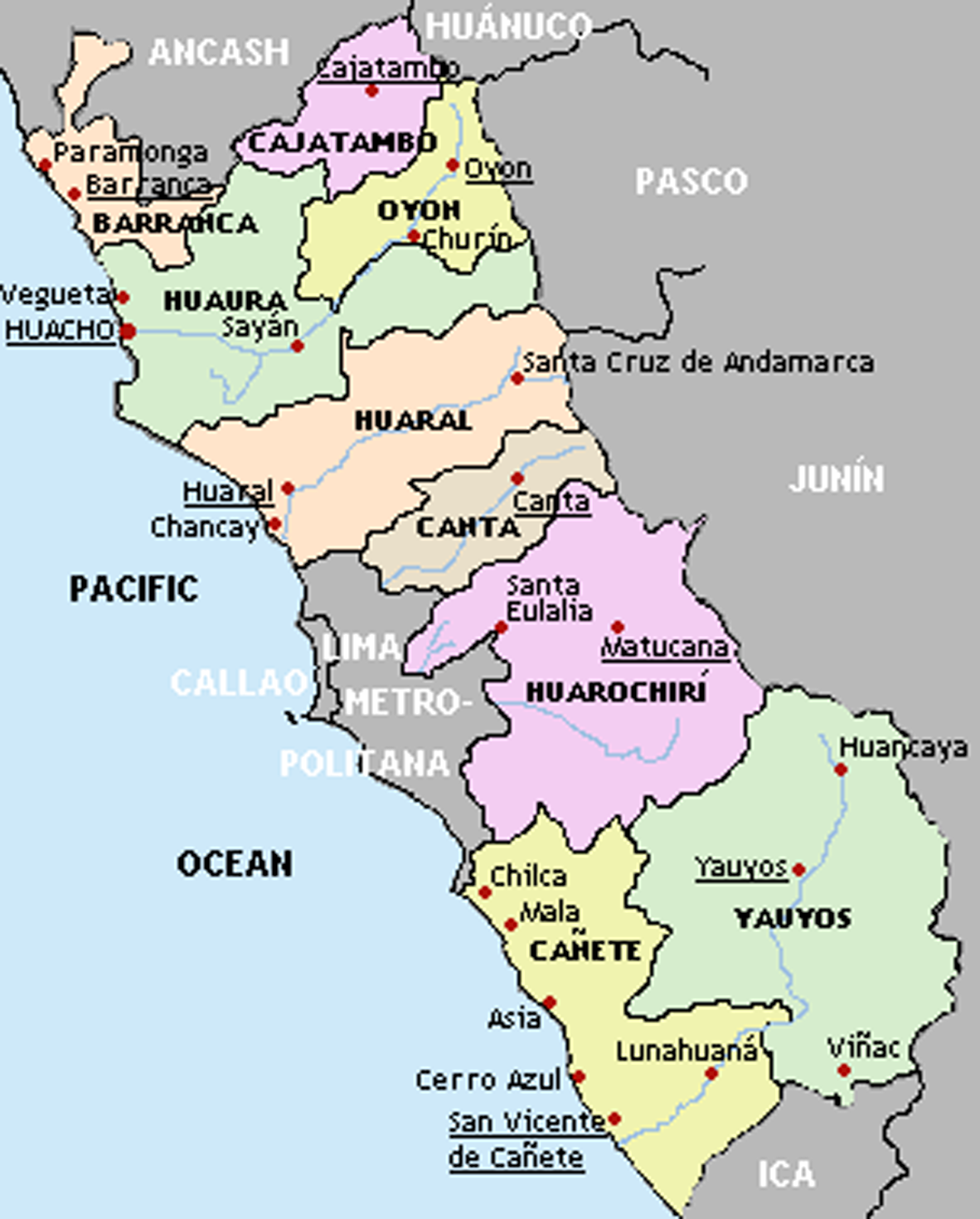
Lima y sus Provincias

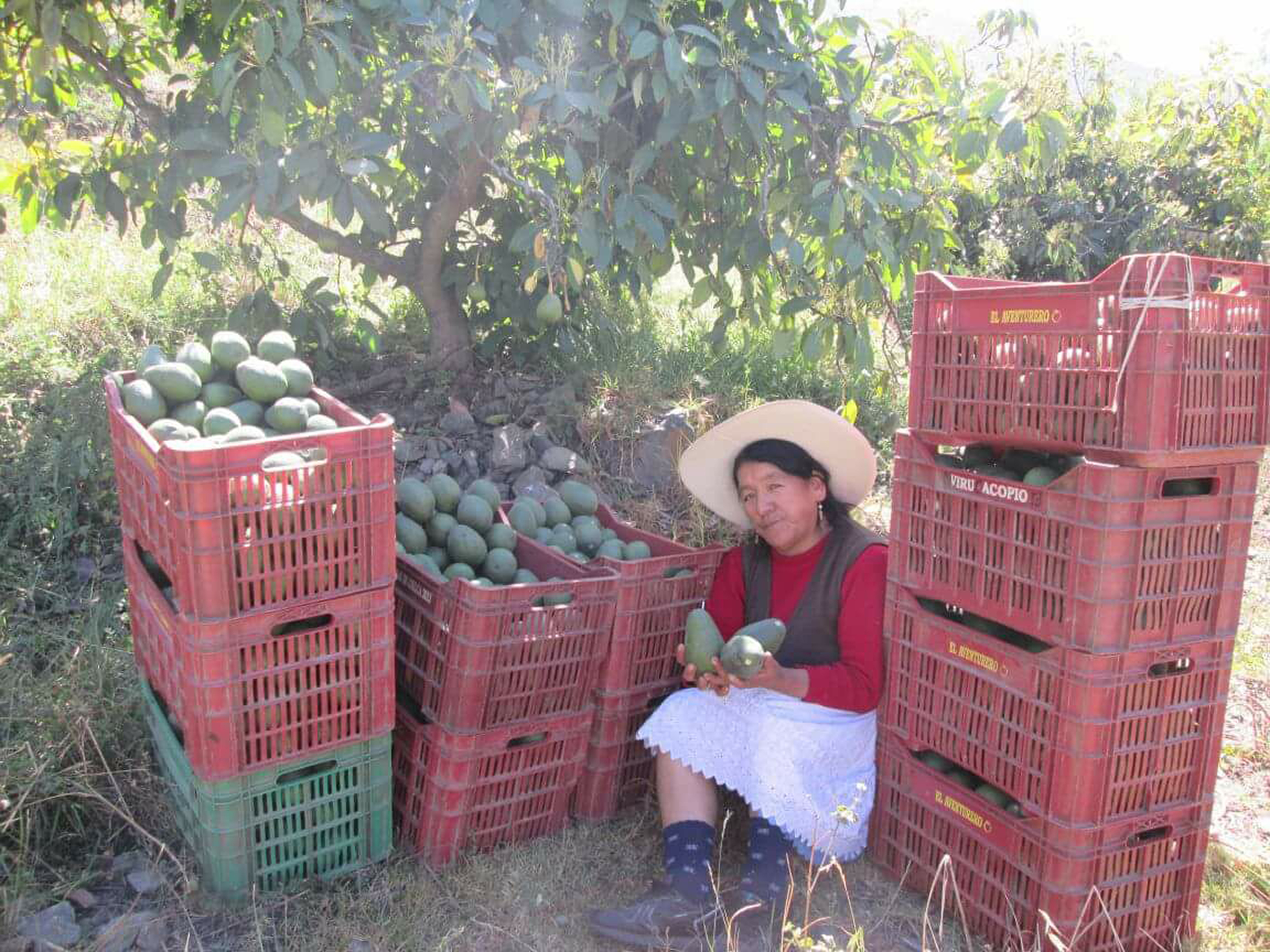
Cosecha de paltas en Aguar-Caujul, Imagen: Elia Granados Solís

El Distrito de Caujul es uno de los seis distritos de la provincia de Oyón, integrante del departamento de Lima, bajo la administración del Gobierno Regional de Lima Provincias, Perú. Limita con el distrito de Andajes, distrito de Navan, distrito de Ámbar, distrito de Gorgor y distrito de Paccho. 
Dentro de la división eclesiástica de la Iglesia Católica del Perú, pertenece a la diócesis de Huacho

## Toponimia
Su nombre tiene como origen a la voz quechua B, qawshull = semillas de yuyo andino,  alimento de aves silvestres menores.

## Historia
El nombre proviene de la planta enredadera que crece en la zona  (Ucauchu).
Este pueblo estaba bajo la influencia de la cultura Chancay;  posteriormente cuando gobernaba Pachacútec  fue anexado al Imperio Inca.  Después de la conquista española, pasó a ser Encomienda de Churin y luego como Reducción de Andajes; posteriormente fue reconocido como Unidad Indígena el 22 de junio de 1721 durante el gobierno del Virrey Toledo.
Fue creado como Distrito Mediante Ley el 30 de enero de 1871, en el gobierno del Presidente José Balta y Montero  Formaba parte de los distritos del territorio de Cajatambo, hasta que en 1986, en aquellos años Caujul era un distrito importante de la provincia de Cajatambo, y formaban parte de este distrito más pueblos y localidades: Navan, Conchao, Puna, Lancha, Liple, Aguar , Pumahuain. Actualmente cuenta con menos poblados: Sus Anexos son Aguar , Pumahuain y Lancha.
Caujul, formaba parte de los distritos del territorio de Cajatambo entre ellos: Gorgor, Ámbar, Caujul, Andajes, Oyón, Mangas, Pacllón, Chiquián, Aquía, Huasta, Cajacay, Huayllacayan, Tícllos, Ocros, Acas, Cochas, Huancapón , Cochamarca y Cajatambo.
Con los años, en el siglo XX perdió uno de sus anexos: Navan, pasando a convertirse en un nuevo distrito.
El 5 de noviembre de 1986, se crea la nueva provincia de Oyon, y el distrito de Caujul pasa a formar parte de este territorio integrando los 6 distritos de esta nueva provincia: Andajes, Caujul, Cochamarca, Navan, Pachangara y Oyón, siendo esta última la capital de la provincia.

## Geografía
Sus coordenadas geográficas son: 10° 48′ 21.08″ S - 76° 58′ 44.49″ O. Tiene una superficie de 105,5 km² y está ubicado sobre los 3 175 m s. n. m. Su capital es la localidad de Caujul.
Carretera Asfaltada: En su gobierno de alcalde de Don Antolin Villanueva, logró un proyecto para asfaltar la carretera de 17 km, desde Pampalibre – Agruar - Caujul. Este proyecto se terminó el 23 de julio del 2016, logrando así, ser uno de los primeros pueblos de las provincias de la serranía de Lima.

### Ríos
El río de Pumahuain que nace en el lago de Tuctococha. Este río recorre muchos kilómetros hasta unirse con el río de Yarumash en la zona de Molino. Formando así el río de Caujul
El río de Yarumash nace en el lago del mismo nombre.
Estos ríos se unen en el sitio llamado Molino formando así un cauce más grande y dando forma el río de Caujul y más abajo formando el río de Huancoy hasta su desembocadura al río Huaura, en la zona de Lancha.

### Lagos y lagunas
Cuenta con muchos lagos y lagunas, riachuelos con truchas,
- Tuctococha: Esta laguna es la más grande de este distrito, allí, nace el río de Pumahuain, en este lago existen truchas del cual salen en invierno cuando crece el río, y se quedan en el río donde los pobladores de Pumahuain, Caujul y pueblos vecinos van a pescar.
- Toclacocha: Esta laguna desemboca para el lado de pumahuain se une al río de tuctococha, está ubicado detrás de la cumbre de la laguna de yarumash, se unen los dos ríos en sitio llamado Potaca.
- Yarumash: Lago incrustado entre montañas muy altas que en invierno cuando crece el agua, se ve una catarata muy hermosa en su desembocadura.
- CHalluacocha: En una de sus lagunas con su riachuelo que se une con el riachuelo de Yarumash existe unos peces pequeños llamado (Challuas) en honor al nombre de la laguna llamado Challuacocha.

## Economía

### Minería
En las partes altas tiene asientos mineros sin explotar: a mina de Santa Rita se encuentra a unos tres kilómetros de Pumahuain, es una mina muy antigua desde la época colonial; la mina de Paraj es una mina importante sin explotar que se encuentra incrustada en la cordillera y con un clima muy frío. Muchas minas abandonadas como el de Shalauya (cuenta la leyenda que esta mina se hundió), la mina de Qinchapata a la altura de Aguar, la mina de Tintacin y la mina en la hacienda de Gonzales en Pumahuain. En toda la zona hay muchas vetas al aire libre adonde se ve los minerales incrustado en la roca, de las alturas de Caujul: rocas azules muy fuertes que albergan los minerales buscados en su interior.

### Cultivos
Es conocido por tener poblados aledaños con amplia producción de frutas en especial melocotón, manzana y chirimoya, plátanos, linón, granadillas, etc; diferentes variedades de papa, habas, cebada, crece de acuerdo a su clima y temperatura como: la papa que crece en las partes altas de Caujul y Pumahuain: variedades, sabores y colores, los de colores especiales son especialmente para consumo propio de los hogares, no es para vender en un mercado, las de color blanco y amarillo son para vender en el mercado y consumo propio, y las frutas de la parte baja de Caujul, Aguar y Lancha y el plátano y chirimoya en la zona cálida de Lancha.

### Animales
Las alturas de Caujul cuentan con muchas variedades de aves salvajes: perdices, Kiuyo o ñandú o Rhea americana, Huachua, Patos de distintas variedades, palomas o Columbidae de distintas variedades, y Passer domesticus o gorrión o jilgero o Carduelis carduelis de diversas variedades, el cóndor o Vultur gryphus, el buitre, el gavilán o Leucopternis occidentalis o gavilán dorsigris, el acacllo o pito real o Picus viridis, Alcon o Falco peregrinus, Búho, etc..
Otros animales: puma o Puma concolor, Zorro, Venado, Taruca, Gato montés o Felis silvestris, Vizcacha o Lagidium viscacia que es una especie o familia de la liebre y el más importante de los animales en tanto símbolo patrio: la vicuñaVicugna vicugna, la llama, Lama glama, Lama guanicoe, etc.

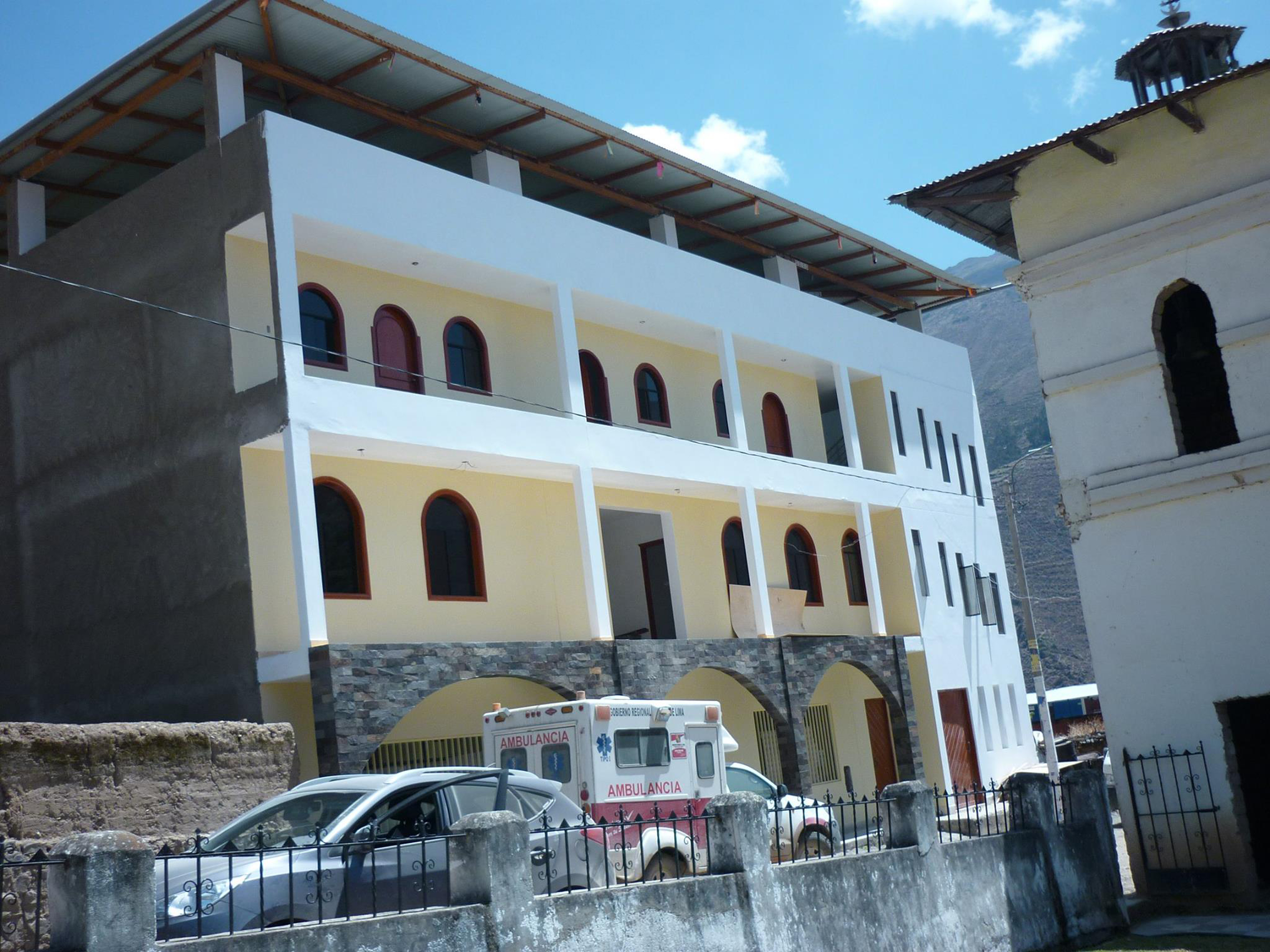
Centro cívico, Obra Exalcalde Antolin Villanueva Solís

## Autoridades

### Municipales
- - ALCALDE 2019-2022 : Abel Gabahin Salazar Ríos
- - Alcalde 2015-2018 : Edward Jara Salazar, Movimiento Concertación para el Desarrollo Regional  (CDR).
- - Alcalde 2011-2014 : Hermógenes Antolín Villanueva Solís,  Movimiento Concertación para el Desarrollo Regional (CDR).
- - Alcalde 2007-2010 : Olmer Luis Torres Albornoz, Movimiento Concertación para el Desarrollo Regional (CDR).

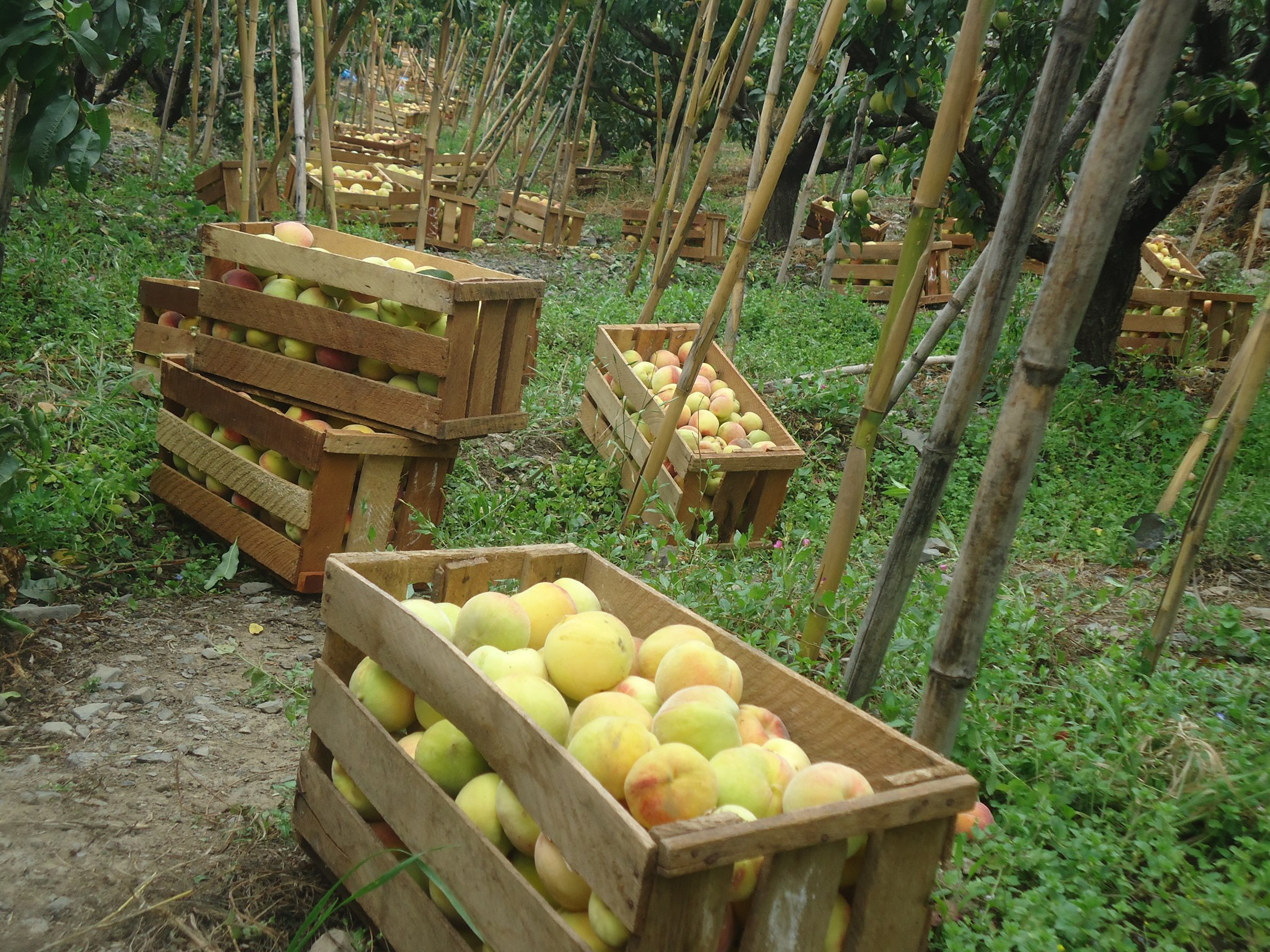
Caujul-Aguar es zona de Fruticultura, Cuna adonde nació el cultivo de Melocotones, y Paltas.

- - Alcalde 2003-2006 : Olmer Luis Torres Albornoz, Alianza electoral Unidad Nacional
- - Alcalde 1999-2002 : Olmer Luis Torres Albornoz, Partido Acción Popular.
- - Alcalde 1996-1998 : Eleodoro Ramírez Rivera, Lista independiente N.º 13 Caujul 95 Juntos.
- - Alcalde Gines Onofre Solís
- - Alcalde Magno Blanco Granados
- - Alcalde Nabor Solís Albornoz
- - Alcalde 1975-1976 Román Ríos Quispe

Muchos alcaldes de los que arriba se nombran son personas que hicieron mucho por la construcción de la carretera a Caujul, para el progreso del pueblo.Y muchos que no se le recuerda desde los años 1964.
Entre ellos, quien dejó una anécdota muy singular fue Eulogio Solís Chavarría, nacido en los años 1890. A mediados de los años 30 fue nombrado nuevo alcalde y cuando se estaba haciendo los preparativos para entrega de cargo, en esa reunión se encontraba su esposa Melchora Guerrero Moncada, al ver el bastón de mando que deberían de entregarle a su esposo, dijo una palabra que se usa en la sierra peruana, (ATATALAY) ¿ese palo es el bastón que le van entregar a mi marido? Era un palo cualquiera, en ese instante se fue a su casa y ordenó a su criado que montara en el caballo y fuera a las quebradas de Conchao,  a traer un palo de Chonta, el criado volvió con el palo la señora mandó tallar y enchapar con plata y campanillas, y grabar el nombre de su esposo en ese bastón: EULOGIO SOLIS CHAVARRIA. En la actualidad ese bastón de mando se usa cada vez que hay cambio de nuevo alcalde.

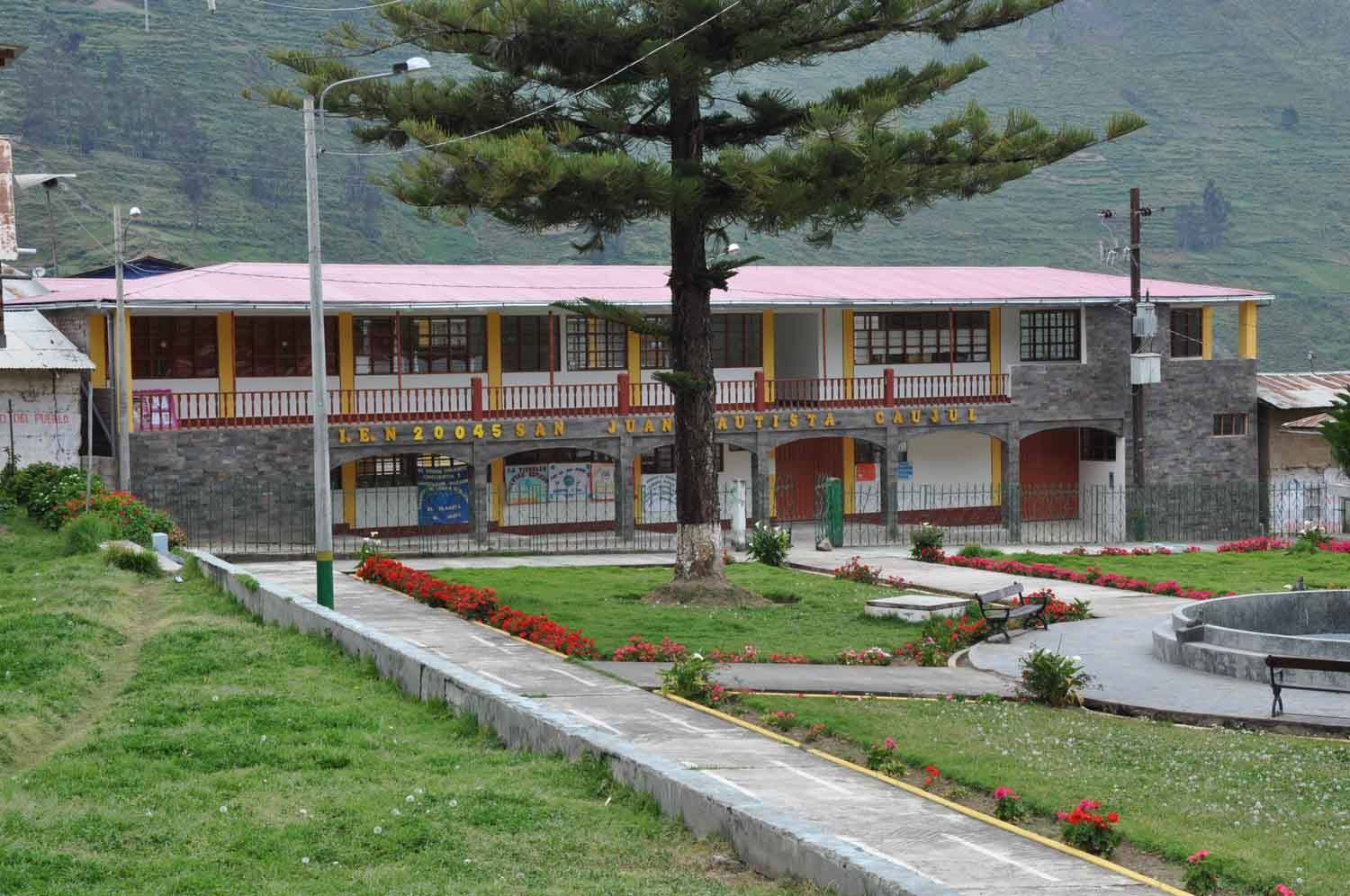
Colegio De Caujul, Obra Del exalcalde Antolin Villanueva Solís

### Gobernador
- - Gobernador 2015-2019 : Ulises Albornoz Cueva

### Policiales
- Comisario:

### Religiosas
- Diócesis de Huacho[3]
  - Obispo de Huacho: Mons. Antonio Santarsiero Rosa, OSI.

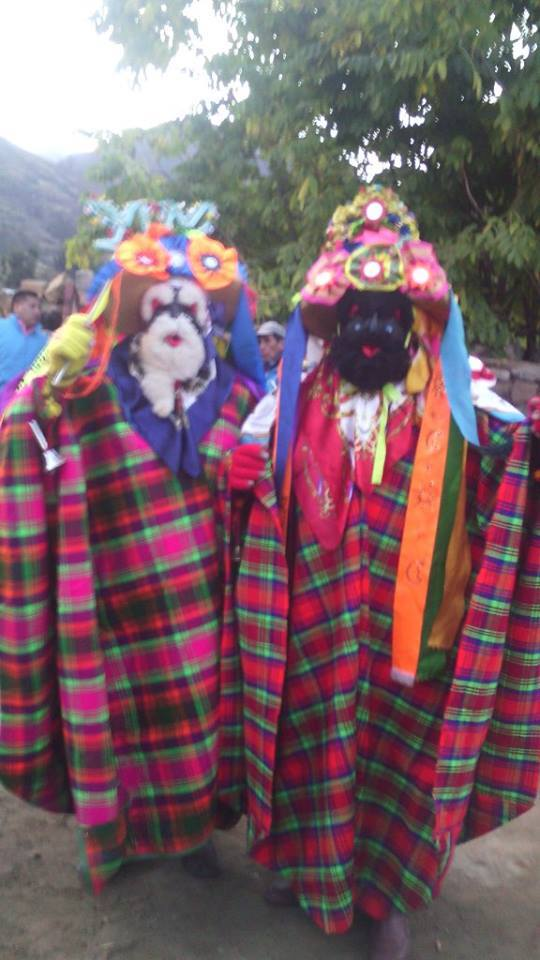
Negritos de caujul fiesta que se celebra el 24 de junio día del patrón del Pueblo SAN JUAN

- Parroquia[4]
  - Párroco: Pbro.

## Festividades

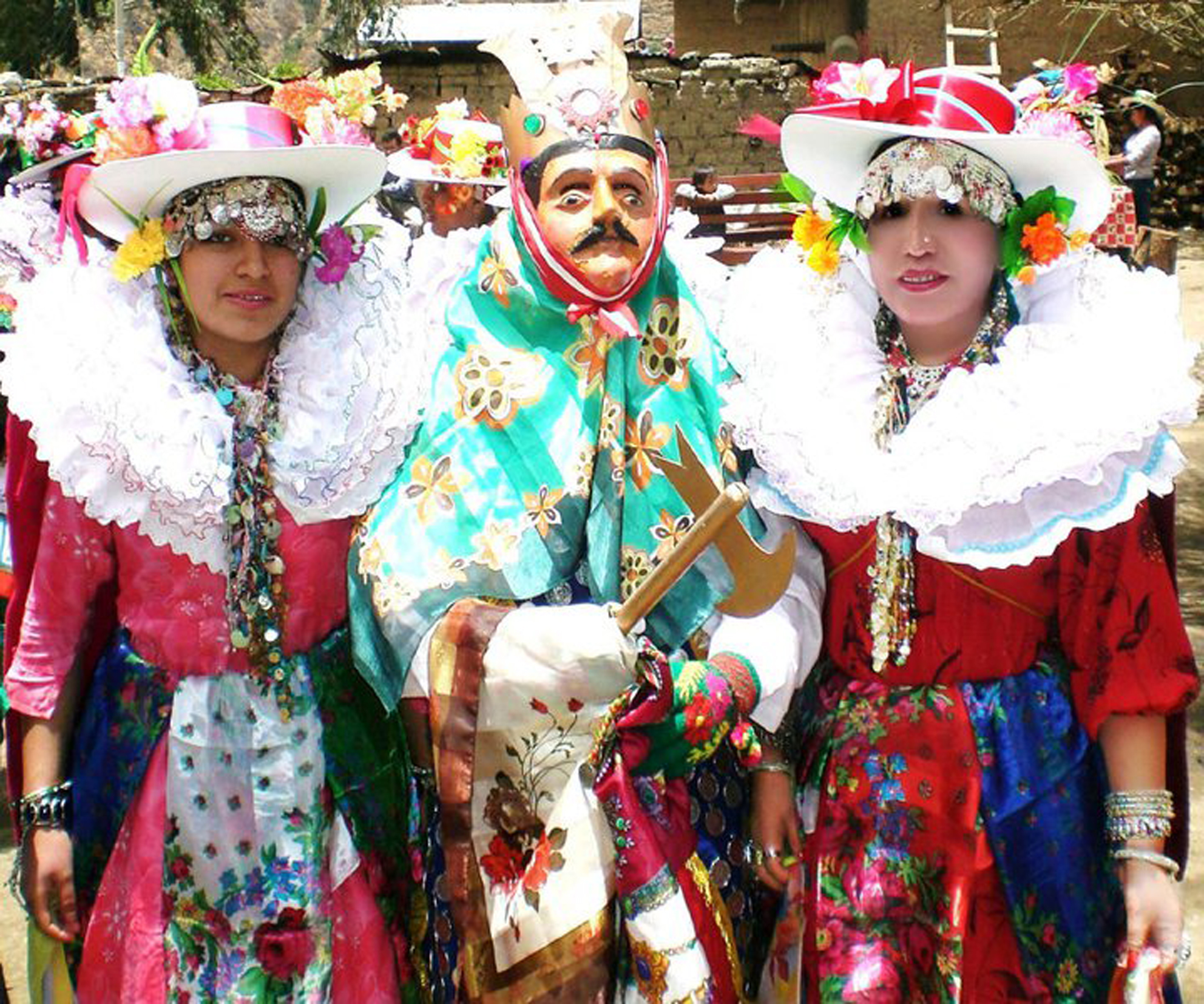
Pallas de Caujul Fiesta En honor a la Virgen de Wicha y la muerte de Atahualpa el 12 de octubre.

Cuenta con mucho fervor religioso adonde se conmemoran la devoción y la ratificación de la fe.
- Febrero: Carnavales.
- Marzo-abril: Semana Santa
- El 24 de junio es el día de su Patrón San Juan Bautista
- Fiesta de la Cruz de mayo
- El 12 de octubre se celebra la fiesta Captura y Muerte del Inca Atahualpa; en dicha fiesta se venera a la Virgen de Uicha
- 25 de diciembre en honor al Niño Jesús,

- Fiesta del agua (Jogos)
- En Aguar celebran el 3 de noviembre a San Martín de Porres, en Pumahuain el señor de Pumahuain, y en Lancha a San Antonio. Cuenta con diversas actividades como danzas típicas y deportes

## Atractivos turísticos
Caujul actualmente posee una carretera asfaltada, con un puente nuevo en Uancoy, y llegando a Aguar se ve la gran actividad agrícola-fructífera de melocotones, que es la fuente principal de ingreso de la población. De Zagal parte una nueva carretera hacia Maru, Huachapaca (lugar muy hermoso para contemplar el paisaje), Caujul y Marupampa, recuerdo de muchas hazañas de los Caujulinos y anteriormente zona de producción de maíz. Antes de llagar a Caujul se llega a Tangan, donde existe un manantial. En la entrada de Caujul se ve la Cruz. En el centro de la ciudad esta la iglesia de la época colonial, el parque, municipalidad y colegios. A unos 400 metros esta el camposanto y en Huicha existen ruinas mal conservadas. Allí se conserva una huella humana y de llamas grabada en una roca. Para acceder a dicha zona hay que ir por camino de senderos 3 kilómetros.
Otra ruina, Tambojirca, situada en el fundo de la familia Blanco, se encuentra en mejores condiciones. Finalmente, las ruinas de Pincush han sido ya destruidas por la mano del hombre.

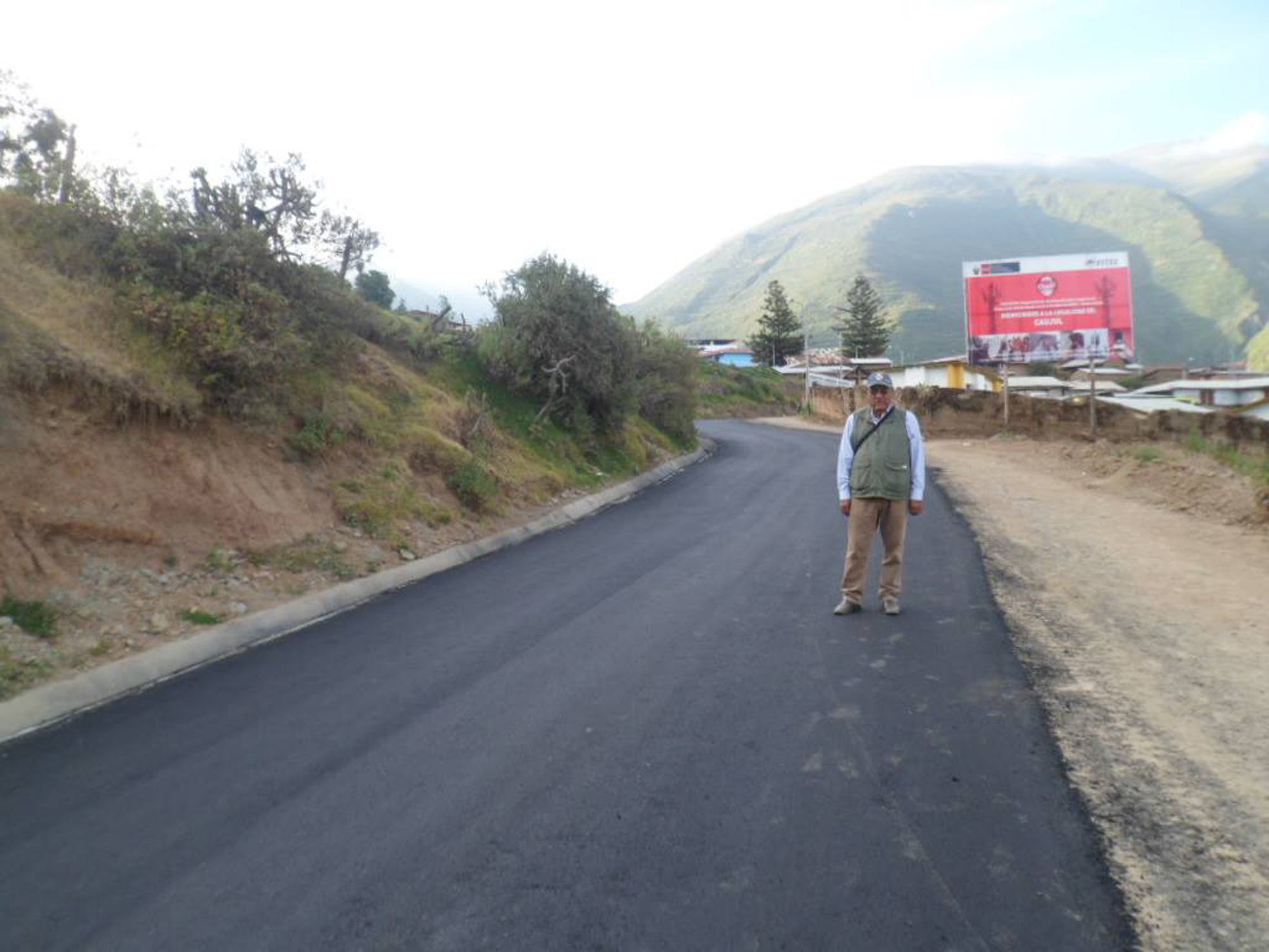
Llegando a Caujul Carretera asfaltada, Obra exalcalde Antolín Villanueva Solís

Un kilómetro después se llega al río, donde en épocas de crecida pueden pescarse truchas. Entre mayo y septiembre se puede pescar en el río Pumahuain.
Mushojmarca: en esta zona hay muchas cuevas de los antiguos pobladores con esqueletos y en una de ellas existe unas momias que estaban íntegros con sus prendas en los años 1975, que son patrimonio de la humanidad. Se puede ir a las alturas de Pumahuain hacer senderismo, y conocer las lagunas, igual manera por la zona de Tintacin, llegando a las alturas de Nunumia, Shalauya, Chaluacocha y Paraj, se puede observar paisajes hermosos, y animales como la vicuña o patos huachua, y en las mañanas cuando está saliendo el sol se puede observar muchas vizcachas animales oriundos del lugar.